# My Blue World
My Blue World è il quarto album in studio del gruppo musicale tedesco Bad Boys Blue, pubblicato nel 1988.

## Tracce
1. A World Without You >Michelle< (Radio Edit) – 3:32
2. Don't Leave Me Now – 6:10
3. Bad Reputation – 3:36
4. Don't Walk Away Suzanne – 3:50
5. Love Don't Come Easy – 3:42
6. Lovers in the Sand – 3:46
7. Till the End of Time – 4:22
8. Lonely Weekend – 3:38
9. Rain In My Heart – 4:12
10. A World Without You >Michelle< (Classical Mix) – 3:30